# لوكاس بويغ
لوكاس بويغ (بالفرنسية: Lucas Puig)‏ هو متزلج لوحي فرنسي، ولد في 31 يناير 1987 في تولوز في فرنسا.